# Margot Trooger
Margot Trooger (2 de junio de 1923 - 24 de abril de 1994) fue una actriz teatral, cinematográfica y televisiva alemana.

## Biografía
Nacida en Rositz, Alemania, su nombre completo era Margot Elfriede Schulze. Hija de un transportista, estudió en un liceo y en una escuela de comercio. Trabajó como secretaria en Innsbruck, yendo en 1945 a Múnich, donde tomó clases de actuación de Eva Fiebig, Siegfried Süßenguth y Ernst Fritz Fürbringer. En 1946 debutó en Bamberg trabajando en el drama Der Tor und der Tod, de Hugo von Hofmannsthal. Fue contratada en 1947 por el Kammerspiele Bremen, actuando en 1948 en Stuttgart, y entre 1950 y 1952 en el Kleinen Theater de Baden-Baden. Desde 1952 a 1953 actuó en la Wuppertaler Bühnen, y a partir de 1954 en el Deutsches Schauspielhaus de Hamburgo. 
Tras el nacimiento de su hija en 1955, hizo una pausa profesional de cuatro años. Después actuó en el Teatro Schiller y en el Schlosspark Theater, ambos en Berlín, en el Bayerisches Staatsschauspiel de Múnich, el Teatro de Cámara de Múnich, en el Schauspielhaus Zürich y en el Burgtheater de Viena.
Trooger dedicó sus primeros años de carrera casi en su totalidad al teatro. Aun así, trabajó también para la radio, así como actriz de doblaje. Su primer papel en el cine llegó a los 26 años de edad en la película de Heinz Rühmann Ich mach Dich glücklich.
En 1962 su fama creció al actuar en el film Das Halstuch, considerado como el más acertado de la serie dedicada a Francis Durbridge. Ella encarnaba a Marian Hastings, y acompañaba a los actores Erwin Linder y Heinz Drache. Ese año, la votación de los lectores de Bravo le dieron el tercer puesto del Premio Bravo Otto a las actrices de mayor popularidad televisiva.
Más adelante actuó en varias películas de Edgar Wallace, entre ellas Der Hexer (1964), junto a René Deltgen. También fue actriz televisiva, pudiendo ser vista e Raumpatrouille. Participó igualmente en algunas producciones infantiles, como Pippi Langstrump (1969) y Heidi (1965). Como actriz de voz, dobló a Simone Signoret en El barco de los locos, y a la escritora Astrid Lindgren en Immer dieser Michel 1. – Michel in der Suppenschüssel.
Margot Trooger tuvo un gran éxito como actriz de series televisivas, interpretando papeles principales en producciones como Unser Sohn Nicki, Familie Mack verändert sich y Der Herr Kottnik. 
El matrimonio de Trooger con el escenógrafo Jörg Zimmermann acabó en divorcio en 1964. Fruto de su relación con el actor Will Quadflieg fue la actriz Sabina Trooger (10 de abril de 1955). 
A finales de los años 1970, la actriz decidió retirarse por padecer una fibrosis pulmonar. Un año antes de su muerte publicó el libro de poemas Sommerwiesen, Winterwälder - Gedichte vom Dasein, editado por R. S. Schulz. Margot Trooger falleció el 24 de abril de 1994 en su casa en Mörlenbach, Alemania, siendo enterrada en el cementerio local.

## Filmografía
- 1949 : Ich mach dich glücklich
- 1952 : Lockende Sterne
- 1952 : Wenn abends die Heide träumt
- 1954 : Die Stadt ist voller Geheimnisse
- 1954 : Das Bekenntnis der Ina Kahr
- 1955 : Rosen im Herbst
- 1957 : Nebel (TV)
- 1958 : Die Bernauerin (TV)
- 1959 : Konto ausgeglichen (TV)
- 1959 : Die Gerechten (TV)
- 1959 : Peterchens Mondfahrt (TV)
- 1960 : Die Dame in der schwarzen Robe (TV)
- 1960 : Jeanne D'Arc auf dem Scheiterhaufen (TV)
- 1960 : Gaslicht (TV)
- 1961 : Vorsätzlich (TV)
- 1962 : Das Halstuch (miniserie TV)
- 1962 : Lockende Tiefe (TV)
- 1962 : Nur tote Zeugen schweigen
- 1962 : Das lange Weihnachtsmahl (TV)
- 1963 : Candida (TV)
- 1963 : In einer fremden Stadt (TV)
- 1963 : Elf Jahre und ein Tag
- 1964 : Ein Frauenarzt klagt an
- 1964 : Der Hexer
- 1964 : Drei von uns / Zwischenlandung Düsseldorf
- 1964 : Das Verrätertor
- 1965 : Die letzte Vorstellung (TV)
- 1965 : Die schwedische Jungfrau
- 1965 : Und nicht mehr Jessica (TV)
- 1965 : Heidi
- 1965 : Klaus Fuchs - Geschichte eines Atomverrats (TV)
- 1965 : Neues vom Hexer
- 1966 : Intercontinental Express (serie TV, un episodio)
- 1966 : Die venezianische Tür (TV)
- 1966 : Angeklagt nach § 218
- 1966 : Der Fall Rouger (TV)
- 1966 : Unser Sohn Nicki (serie TV)
- 1966 : Der Kirschgarten (TV)
- 1966 : Raumpatrouille (serie TV), episodio Der Kampf um die Sonne
- 1967 : La grande sauterelle
- 1967 : Das Rasthaus der grausamen Puppen
- 1967 : Die spanische Puppe (TV)
- 1968 : Jet Generation
- 1968 : Familie Mack verändert sich (serie TV)
- 1968 : Haus Herzenstod (TV)
- 1968 : Dem Täter auf der Spur (serie TV), episodio Schrott
- 1969 : Ich bin ein Elefant, Madame
- 1969 : Pippi Langstrump (serie TV, 11 episodios)
- 1969 : Ellenbogenspiele
- 1969 : Pippi geht von Bord
- 1969 : Van de Velde: Das Leben zu zweit – Sexualität in der Ehe
- 1969 : Christoph Kolumbus oder Die Entdeckung Amerikas (TV)
- 1969 : Dem Täter auf der Spur (serie TV), episodio Das Fenster zum Garten
- 1970 : FBI – Francesco Bertolazzi investigatore (miniserie)
- 1970 : Dem Täter auf der Spur (serie TV), episodio Puppen reden nicht
- 1971 : Dem Täter auf der Spur (TV-Serie Flugstunde)
- 1971 : Wir hau’n den Hauswirt in die Pfanne
- 1971 : Rosy und der Herr aus Bonn
- 1972 : Das Kurheim (serie TV), episodio Monika
- 1973 : Einfach davonsegeln! (TV)
- 1974 : Mordkommission (serie TV), episodio Das Verschwinden von Karin Klar
- 1974 : Auch ich war nur ein mittelmäßiger Schüler
- 1974 : Histoires insolites (serie TV), episodio Les gens de l’été
- 1974 : Der Herr Kottnik (serie TV), 13 episodios
- 1975 : Tatort (serie TV), episodio Wodka Bitter-Lemon
- 1976 : Feinde (TV)

## Premios
- 1962 : Premio Bravo Otto de bronce
- 1962 : Goldener Bildschirm
- 1963 : Premio Bravo Otto de plata
- 1963 : Goldener Bildschirm